# Монастырское (Мордовия)
 Монастырское  — село в Мордовии в составе России. 
Входит в городской округ Саранск.  Административно относится к Зыковскому сельсовету, подчинённому администрации Октябрьского района Саранска.

## География
Находится на расстоянии примерно 7 километров по прямой к юго-востоку от города Саранск.

## История
Известно с 1724 года как село, принадлежавшее Богородицкому девичьему монастырю (Саранск) и Высоко-Петровскому мужскому монастырю (Москва). Позже стало казенной деревней (94 двора в 1869 году).

## Население
| 2002 | 2010 |
| ---- | ---- |
| 928  | ↘918 |

Постоянное население составляло 928 человек (русские 90 %) в 2002 году, 918 в 2010 году.